# Dictyostelea
Dictyostelea/Dictyostelia — клас міксоміцетових амебозоїв. Описано понад 160 видів. Поширені по всьому світі, але найпоширеніші у помірному поясі. Живуть на ґрунті або поверхні мертвих рослин. Живляться бактеріями, яких збирають з поверхні субстрату під час руху плазмодію.

## Класифікація
Ряд: Acytosteliales Baldauf, Sheikh & Thulin, 2017
- Родина: Acytosteliaceae Raper ex Raper & Quinlan, 1958
  - Рід: Acytostelium Raper, 1956
  - Рід: Rostrostelium Baldauf, Sheikh & Thulin, 2017
  - Рід: Heterostelium Baldauf, Sheikh & Thulin, 2017
- Родина: Cavenderiaceae Baldauf, Sheikh & Thulin, 2017
  - Рід: Cavenderia Baldauf, Sheikh & Thulin, 2017

Ряд: Dictyosteliales Olive ex Kirk et al., 2001
- Родина: Dictyosteliaceae Rostafiński ex Cooke, 1877
  - Рід: Dictyostelium Brefeld, 1869
  - Рід: Polysphondylium Brefeld, 1884
- Родина: Raperosteliaceae Baldauf, Sheikh & Thulin, 2017
  - Рід: Speleostelium Baldauf, Sheikh & Thulin, 2017
  - Рід: Hagiwaraea Baldauf, Sheikh & Thulin, 2017
  - Рід: Raperostelium Baldauf, Sheikh & Thulin, 2017
  - Рід: Tieghemostelium Baldauf, Sheikh & Thulin, 2017
- Dictyosteliales incertae sedis
  - Рід: Coremiostelium Baldauf, Sheikh & Thulin, 2017

Dictyostelia incertae sedis
- Вид Dictyostelium arabicum Hagiwara, 1991
- Вид Dictyostelium culliculosum Li & He, 2008
- Вид Dictyostelium dichotomum Vadell & Cavender, 2007
- Вид Dictyostelium germanicum Cavender et al., 1995
- Вид Dictyostelium globisporum Li & Liu, 2011
- Вид Dictyostelium irregulare/irregularis Olive et al., 1967
- Вид Dictyostelium magnum Hagiwara, 1983
- Вид Dictyostelium microsorocarpum Li & He, 2010
- Вид Dictyostelium roseum van Tieghem, 1880
- Вид Dictyostelium vermiforme/vermiformum Vadell & Cavender, 2007

- Рід: Coenonia Van Tieghem, 1884
- Рід: Synstelium Baldauf, Sheikh & Thulin, 2017